# Kedung (Gunung Kaler)
Kedung is een bestuurslaag in het regentschap Tangerang van de provincie Banten, Indonesië. Kedung telt 4112 inwoners (volkstelling 2010).